# Lijst van voetbalinterlands Congo-Brazzaville - Ghana
Deze lijst van voetbalinterlands is een overzicht van alle officiële voetbalwedstrijden tussen de nationale teams van Congo-Brazzaville en Ghana. De Afrikaanse landen hebben tot op heden dertien keer tegen elkaar gespeeld. De eerste ontmoeting was een groepswedstrijd tijdens de Afrika Cup 1968 op 16 januari 1968 in Asmara (toenmalig Ethiopië). Het laatste duel, een kwalificatiewedstrijd voor het Wereldkampioenschap voetbal 2018, werd gespeeld op 5 september 2017 in Brazzaville.

## Wedstrijden
| №  | Plaats       | Datum            | Competitie                           | Wedstrijd                 | Uitslag |
| -- | ------------ | ---------------- | ------------------------------------ | ------------------------- | ------- |
| 1  | Asmara       | 16 januari 1968  | Afrika Cup 1970                      | Ghana − Congo-Brazzaville | 3 − 1   |
| 2  | ?            | 12 november 1969 | Vriendschappelijk                    | Congo-Brazzaville − Ghana | 1 − 1   |
| 3  | Accra        | 11 april 1981    | Afrika Cup 1982 kwalificatie         | Ghana − Congo-Brazzaville | 1 − 1   |
| 4  | Brazzaville  | 26 april 1981    | Afrika Cup 1982 kwalificatie         | Congo-Brazzaville − Ghana | 0 − 1   |
| 5  | Dakar        | 20 januari 1992  | Afrika Cup 1992                      | Ghana − Congo-Brazzaville | 2 − 1   |
| 6  | Accra        | 22 januari 1995  | Afrika Cup 1996 kwalificatie         | Ghana − Congo-Brazzaville | 3 − 1   |
| 7  | Brazzaville  | 30 juli 1995     | Afrika Cup 1996 kwalificatie         | Congo-Brazzaville − Ghana | 0 − 2   |
| 8  | Brazzaville  | 27 maart 2011    | Afrika Cup 2012 kwalificatie         | Congo-Brazzaville − Ghana | 0 − 3   |
| 9  | Kumasi       | 3 juni 2011      | Afrika Cup 2012 kwalificatie         | Ghana − Congo-Brazzaville | 3 − 1   |
| 10 | Bloemfontein | 13 januari 2014  | African Championship of Nations 2014 | Ghana − Congo-Brazzaville | 1 − 0   |
| 11 | Brazzaville  | 1 september 2015 | Vriendschappelijk                    | Congo-Brazzaville − Ghana | 2 − 3   |
| 12 | Kumasi       | 1 september 2017 | WK 2018 kwalificatie                 | Ghana − Congo-Brazzaville | 1 − 1   |
| 13 | Brazzaville  | 5 september 2017 | WK 2018 kwalificatie                 | Congo-Brazzaville − Ghana | 1 − 5   |

## Samenvatting
| Competitie                      | Totaal gespeeld | Winst Congo-Brazzaville | Gelijk | Winst Ghana | Doelsaldo Congo-Brazzaville – Ghana |
| ------------------------------- | --------------- | ----------------------- | ------ | ----------- | ----------------------------------- |
| WK-kwalificatie                 | 2               | 0                       | 1      | 1           | 2 − 6                               |
| Afrika Cup                      | 2               | 0                       | 0      | 2           | 2 − 5                               |
| Afrika Cup-kwalificatie         | 6               | 0                       | 1      | 5           | 3 − 13                              |
| African Championship of Nations | 1               | 0                       | 0      | 1           | 0 − 1                               |
| Vriendschappelijk               | 2               | 0                       | 1      | 1           | 3 − 4                               |
| Totaal                          | 13              | 0                       | 3      | 10          | 10 − 29                             |

Wedstrijden bepaald door strafschoppen worden, in lijn met de FIFA, als een gelijkspel gerekend.

## Details

### Vijfde ontmoeting
| Kwartfinale Afrika Cup 1992 (Dakar, Senegal, 20 januari 1992): |       |                     |
| Ghana                                                          | 2 – 1 | Congo-Brazzaville   |
| Anthony Yeboah 29' Abedi Pele 57'                              | goals | 52' Pierre Tchibota |

### Achtste ontmoeting
| Afrika Cup 2012 kwalificatie (Brazzaville, Congo-Brazzaville, 27 maart 2011): |       |                                                        |
| Congo-Brazzaville                                                             | 0 – 3 | Ghana                                                  |
|                                                                               | goals | 5' Prince Tagoe 26' Dominic Adiyiah 68' Sulley Muntari |

### Negende ontmoeting
| Afrika Cup 2012 kwalificatie (Kumasi, Ghana, 3 juni 2011):   |              |                     |
| Ghana                                                        | 3 – 1        | Congo-Brazzaville   |
| Isaac Vorsah 62' Prince Tagoe 66' Emmanuel Agyemang-Badu 72' | goals        | 73' Matt Moussilou  |
|                                                              | rode kaarten | 50' Bruce Abdoulayé |

FCF · 
Vrouwenelftal van Congo-Brazzaville
1960–1969 ·
1970–1979 ·
1980–1989 ·
1990–1999 ·
2000–2009 ·
2010–2019 ·
2020−2029
1960 ·
1961 ·
1962 ·
1963 ·
1964 · 
1965 ·
1966 · 
1967 ·
1968 · 
1969 ·
1970 · 
1971 ·
1972 · 
1973 ·
1974 · 
1975 · 
1976 ·
1977 · 
1978 ·
1979 ·
1979 · 
1980 ·
1980 · 
1981 ·
1982 ·
1983 ·
1984 · 
1985 ·
1986 · 
1987 ·
1988 · 
1989 ·
1990 · 
1991 ·
1992 · 
1993 ·
1994 · 
1995 ·
1996 · 
1997 ·
1998 · 
1999 ·
2000 · 
2001 ·
2002 · 
2003 ·
2004 · 
2005 · 
2006 ·
2007 · 
2008 ·
2009 · 
2010 · 
2011 ·
2012 · 
2013 · 
2014 ·
2015 ·
2016 ·
2017 ·
2018 ·
2019 ·
2020 ·
2021 ·
2022 ·
2023
Algerije ·
Angola ·
Benin ·
Burkina Faso ·
Burundi ·
Canada ·
Centraal-Afrikaanse Republiek ·
Congo-Kinshasa ·
Egypte ·
Equatoriaal-Guinea ·
Ethiopië ·
Gabon ·
Gambia ·
Ghana ·
Guinee ·
Guinee-Bissau ·
Ivoorkust ·
Kaapverdië ·
Kameroen ·
Kenia ·
Liberia ·
Libië ·
Madagaskar ·
Malawi ·
Mali ·
Marokko ·
Mauritanië ·
Mauritius ·
Mozambique ·
Namibië ·
Niger ·
Nigeria ·
Noord-Korea ·
Oeganda ·
Rwanda ·
Sao Tomé en Principe ·
Saoedi-Arabië ·
Senegal ·
Sierra Leone ·
Soedan ·
Swaziland ·
Tanzania ·
Thailand ·
Togo ·
Tsjaad ·
Tunesië ·
Zambia ·
Zimbabwe ·
Zuid-Afrika ·
Zuid-Soedan
GFA · A-internationals · Selecties ·  Bondscoaches · Ghanees vrouwenelftal · Ghana U21 · Ghana U20 · Ghana U19 · Ghana U18 · Ghana U17
1950 – 1959 ·
1960 – 1969 ·
1970 – 1979 ·
1980 – 1989 ·
1990 – 1999 ·
2000 – 2009 ·
2010 – 2019 ·
2020 − 2029
WK 2006 ·
WK 2010 · 
WK 2014
OS 1964 · 
OS 1968 · 
OS 1972 · 
OS 1976 · 
OS 1992 · 
OS 1996 ·
OS 2004
1950 · 
1951 · 
1952 · 
1953 · 
1954 · 
1955 · 
1956 · 
1957 · 
1958 · 
1959 · 
1960 · 
1961 · 
1962 · 
1963 · 
1964 · 
1965 · 
1966 · 
1967 · 
1968 · 
1969 · 
1970 · 
1971 · 
1972 · 
1973 · 
1974 · 
1975 · 
1976 · 
1977 · 
1978 · 
1979 · 
1980 · 
1981 · 
1982 · 
1983 · 
1984 · 
1985 · 
1986 · 
1987 · 
1988 · 
1989 · 
1990 · 
1991 · 
1992 · 
1993 · 
1994 · 
1995 · 
1996 · 
1997 · 
1998 · 
1999 · 
2000 · 
2001 · 
2002 · 
2003 · 
2004 · 
2005 · 
2006 · 
2007 · 
2008 · 
2009 · 
2010 · 
2011 · 
2012 · 
2013 ·
2014 ·
2015 ·
2016 ·
2017 ·
2018 ·
2019 ·
2020 ·
2021 ·
2022 ·
2023
Algerije ·
Angola ·
Argentinië ·
Australië ·
Benin ·
Bosnië en Herzegovina ·
Botswana ·
Brazilië ·
Burkina Faso ·
Burundi ·
Canada ·
Centraal-Afrikaanse Republiek ·
Chili ·
China ·
Comoren ·
Congo-Brazzaville ·
Congo-Kinshasa ·
Cuba ·
DDR ·
Denemarken ·
Duitsland ·
Egypte ·
Engeland ·
Equatoriaal-Guinea ·
Eritrea ·
Ethiopië ·
Gabon ·
Gambia ·
Griekenland ·
Guinee ·
Guinee-Bissau ·
IJsland ·
India ·
Indonesië ·
Irak ·
Iran ·
Italië ·
Ivoorkust ·
Jamaica ·
Japan ·
Joegoslavië ·
Kaapverdië ·
Kameroen ·
Kenia ·
Lesotho ·
Letland ·
Liberia ·
Libië ·
Madagaskar ·
Malawi ·
Maleisië ·
Mali ·
Marokko ·
Mauritius ·
Mexico ·
Montenegro · 
Mozambique ·
Namibië ·
Nederland ·
Nicaragua ·
Nieuw-Zeeland ·
Niger ·
Nigeria ·
Noorwegen ·
Oeganda ·
Oostenrijk ·
Portugal ·
Qatar ·
Rusland ·
Rwanda ·
Saoedi-Arabië ·
Sao Tomé en Principe ·
Senegal ·
Servië ·
Sierra Leone ·
Singapore ·
Slovenië ·
Soedan ·
Somalië ·
Swaziland ·
Tanzania ·
Thailand ·
Togo ·
Tsjaad ·
Tsjechië ·
Tunesië ·
Turkije ·
Uruguay ·
Verenigde Staten ·
Zambia ·
Zimbabwe ·
Zuid-Afrika ·
Zuid-Korea ·
Zwitserland
Brazilië (2006) · 
Duitsland (2014) ·
Italië (2006) · 
Ivoorkust (2015) · 
Portugal (2014) ·
Servië (2010) · 
Tsjechië (2006) · 
Verenigde Staten (2006) · 
Verenigde Staten (2014)